# Ormyrus striatus
Ormyrus striatus är en stekelart som beskrevs av Peter Cameron 1907.
Ormyrus striatus ingår i släktet Ormyrus och familjen kägelglanssteklar. Artens utbredningsområde är Eritrea. Inga underarter finns listade i Catalogue of Life.